# Amtsgericht Wesselburen
Das Amtsgericht Wesselburen war ein preußisches Amtsgericht mit Sitz in Wesselburen (Schleswig-Holstein).

## Geschichte
Mit der Annexion Schleswig-Holsteins wurden 1867 in der nunmehr preußischen Provinz fünf Kreisgerichte und das übergeordnete Appellationsgericht Kiel eingerichtet. Als Eingangsgerichte wurden Amtsgerichte geschaffen, darunter das Amtsgericht Wesselburen als eines von 17 Amtsgerichten des Kreisgerichtes Itzehoe. Den Gerichtssprengel bildeten die Kirchspielvogteidistrikte Wesselburen, Büsum und Neuenkirchen. Mit dem Inkrafttreten des deutschen Gerichtsverfassungsgesetzes am 1. Oktober 1879 wurden reichsweit einheitlich Amts-, Land- und Oberlandesgerichte geschaffen. Das Amtsgericht Wesselburen blieb bestehen, übernahm auch den Sprengel des aufgelösten Amtsgerichtes Neuenkirchen und war nun dem Landgericht Kiel nachgeordnet. Sein Gerichtsbezirk umfasste nun aus dem Kreis Norderdithmarschen die Gemeindebezirke Büsum, Hedwigenkoog, Neuenkirchen und Wesselburg. Am Gericht bestand 1880 eine Richterstelle. Das Amtsgericht war damit ein kleines Amtsgericht im Landgerichtsbezirk.
Im Jahre 1970 wurde das Amtsgericht Wesselburen aufgehoben.